# Barfleur
 Barfleur  es una población y comuna francesa, en la región de Normandía, departamento de Mancha, en el distrito de Cherbourg-Octeville y cantón de Quettehou.

## Demografía
| 847 | 837 | 703 | 619 | 599 | 642 |
| Para los censos de 1962 a 1999 la población legal corresponde a la población sin duplicidades (Fuente: INSEE [Consultar]) |     |     |     |     |     |